# Masacre antisij
La masacre antisij de 1984 fue provocada por el asesinato de Indira Gandhi el 31 de octubre de 1984 a manos de dos de sus guardaespaldas sij.
El asesinato había sido motivado por las represalias de la Operación Estrella Azul, en la que el ejército de la India atacó a un grupo de militantes sij refugiados en el Harimandir Sahib, el santuario más sagrado del sijismo. 
En los disturbios antisij que se produjeron tras la muerte de la primera ministra, durante los siguientes cuatro días, casi 3000 sij murieron en diversos actos de violencia. las regiones más afectadas fueron los barrios de Delhi, aunque hubo otros ataques en diversos lugares de la India. Muchos indios de diferentes religiones hicieron esfuerzos significativos para ocultar y ayudar a proteger a las familias sij de los ataques violentos.

## Justificaciones y disculpas
El primer ministro de la India, Rajiv Gandhi, hijo de Indira Gandhi, justificó los disturbios en el Boat Club en Nueva Delhi el 19 de noviembre de 1984, en el cumpleaños de su madre. ”Se han producido algunos disturbios en el país tras la muerte de Indiraji. Sabemos que el pueblo estaba muy furioso y que durante unos días parecía que la India ardía en llamas, pero cuando cae un árbol grande es natural que la tierra que lo rodea tiemble un poco”. La viuda de Rajiv, Sonia Gandhi, presidenta del Partido Nacional del Congreso de la India, pidió oficialmente disculpas en 1998, por los disturbios de noviembre de 1984.

## Teorías conspirativas
Se han producido acusaciones que responsabilizan al gobierno indio de haber organizado los disturbios y destruido las evidencias para proteger a los culpables.
En su momento el periódico Asian Age consideró las acciones del gobierno indio durante los disturbios contra los sij como  “la madre de todos los encubrimientos” .
Las acusaciones de la organización de los disturbios van dirigidas contra activistas y simpatizantes del Partido del Congreso Nacional de la India. El gobierno, por entonces en manos del PCNI, fue muy criticado por su pasividad e incluso de participar como conspirador. La teoría de una conspiración organizada es sostenida por el hecho de que las listas de votantes fueron utilizadas para identificar a las familias sij.

## El incidente
El 1 de noviembre de 1984 se formaron varias turbas enfurecidas en el este y centro de Delhi. Sultanpuri, Mangolpuri, Trilokpuri y otras zonas Trans-Yamuna de Delhi fueron las peor afectadas. Los participantes en los disturbios llevaban barras de hierro, cuchillos, palos y material combustible, queroseno incluido. Para atacar a los sij utilizando las listas de votantes, supuestamente proporcionadas por funcionarios y políticos, para identificar domicilios, negocios y propiedades de los sij. Las turbas irrumpieron en los barrios sij, matando de forma arbitraria a cualquier varón sij que podían encontrar. Sus tiendas y casas fueron saqueadas e incendiadas. Autobuses y trenes fueron detenidos, sacando a los pasajeros sij, que fueron linchados o quemados con queroseno.
Estos disturbios han sido calificados como un genocidio o crimen contra la humanidad.

## Cronología de los sucesos

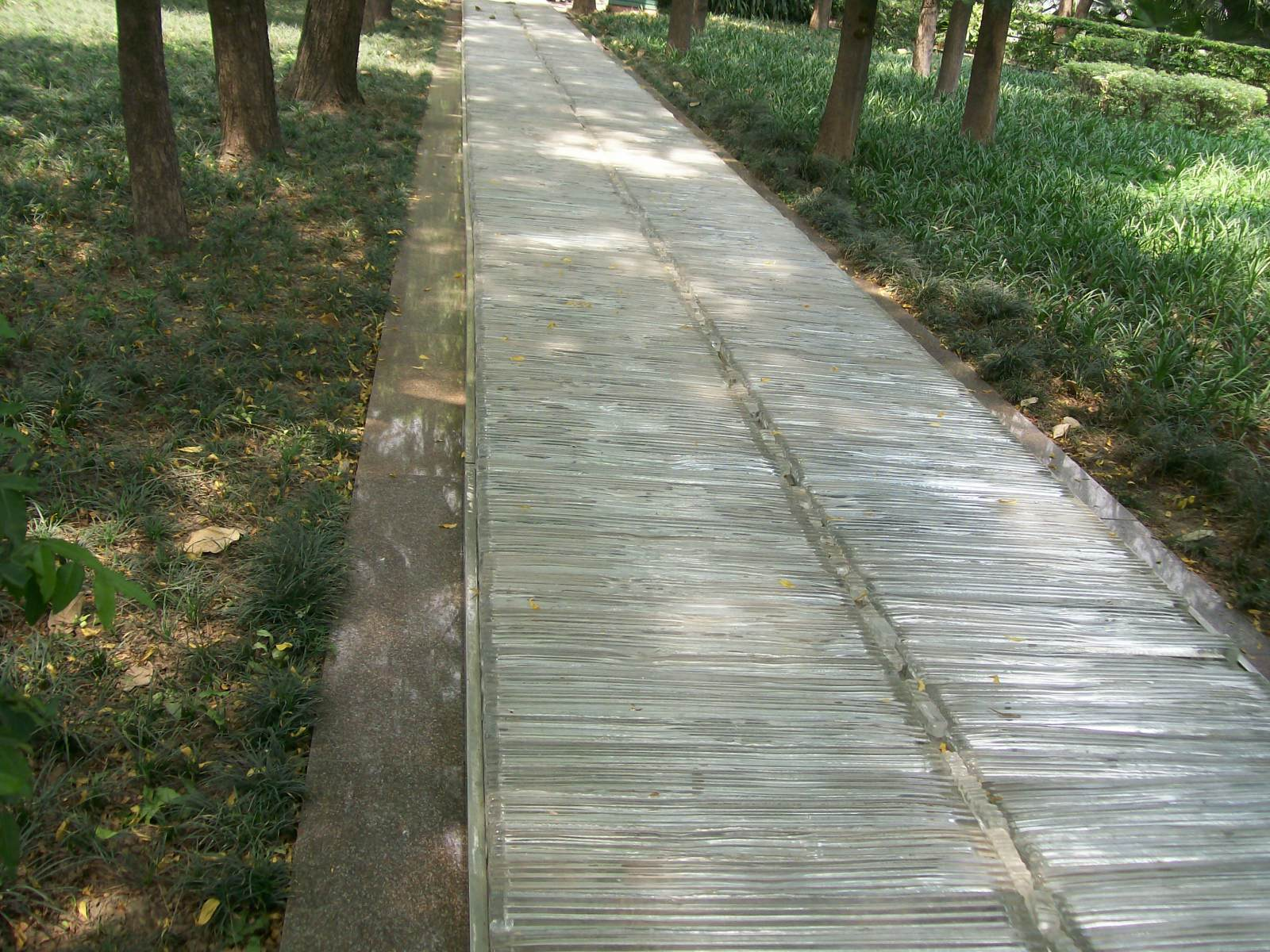
El lugar en el que Indira Gandhi paseaba cuando fue asesinada el 31 de octubre de 1984 por dos de sus guardaespaldas sij.

### 31 de octubre de 1984
- 9:20 a. m.: Indira Gandhi es tiroteada por dos de sus guardaespaldas sij en su residencia, en el n.º 1 de la avenida Safdarjung, siendo trasladada de inmediato al Instituto de Ciencias Médicas de toda la India (ICMI).
- 10:50 a. m.: Indira Gandhi muere.[11][12]
- 11:00 a. m.: En varios programas de radio se anuncia que Indira Gandhi ha sido asesinada por dos guardias de seguridad sij.
- 16:00 p. m.: Rajiv Gandhi regresa de Bengala Occidental y llega al ICMI. Se producen varios incidentes y ataques aislados contra los sij.
- 17:30 p. m.: El coche del presidente Zail Singh y de sus acompañantes, que regresa de una visita al extranjero, es apedreado cuando se aproxima al ICMI.

### 31 de octubre de 1984 –tarde y noche
- Una multitud se agolpa en torno al ICMI.
- La violencia contra los sij y sus propiedades se extiende.
- Rajiv Gandhi jura como sucesor de su madre.
- El líder de la oposición del gobierno indio, Ram Jethmalani, se reúne con el ministro de Interior, P.V. Narasimha Rao y le urge a tomar medidas inmediatas para proteger a los sij de más ataques.
- El teniente gobernador de Delhi, P. G. Gavai, y el Comisionado de la Policía, S.C. Tandon, visitan algunas de las zonas afectadas por los disturbios contra los sij.

### 1 de noviembre de 1984, madrugada
- El primer asesinato de un sij se produce al este de Delhi.
- 9:00 a. m.: Turbas armadas irrumpen en las calles de Delhi y provocan una masacre. Entre los primeros objetivos se encuentran los Gurdwaras, los templos sagrados de los sij, posiblemente para evitar que los sij se refugien en ellos y organicen una defensa concertada. Las zonas más afectadas son barrios empobrecidos como Trilokpuri, Mongolpuri, Sultanpuri y Palam. Los pocos lugares en los que hay estaciones de policía, como Farsh Bazar y Karol Bagh, se toman medidas apresuradas para detener los asesinatos o actos de gran violencia.

### 2 de noviembre de 1984
Se declara el toque de queda por toda Delhi, pero no es ejecutado. El ejército indio se despliega en la zona, pero resulta inefectivo porque la policía no coopera con los soldados (que no pueden abrir fuego sin el consentimiento policial y de magistrados ejecutivos). Las turbas continúan asesinando a los sij y destruyendo sus propiedades.

### 3 de noviembre de 1984
La violencia continúa. Pasada la tarde, el ejército indio y unidades de la policía local comienzan a cooperar para sofocar la violencia. Con esta intervención, los ataques comienzan a ser cada vez más esporádicos y a perder intensidad.

## Consecuencias
El 31 de julio de 1985, Harjinder Singh Jinda, Sukhdev Singh Sukha y Ranjit Singh Gill de la Fuerza de Comando de Kalistán asesinaron a Lalit Maken, miembro del Parlamento de la India y uno de los líderes del Partido Nacional del Congreso, para vengarse de los disturbios contra los sijs de 1984.
En un libro de 31 páginas titulado “¿Quiénes son los culpables?” el partido de la Unión por las Libertades Civiles del Pueblo (ULCP) presentó un listado de 227 personas que habían dirigido a las turbas contra los sij, y el nombre de Lalit Maken era el tercero en la lista.
Harjinder Singh Jinda y Sukhdev Singh Sukha  también asesinaron a Arjan Dass, otro de los líderes del Partido Nacional del Congreso debido a su participación en los disturbios contra los sij de 1984. El nombre de Arjan Dass apareció en varias acusaciones presentadas por las víctimas sij a la Comisión Nanavati que investigó los incidentes.

## Comisiones de investigación
Desde los disturbios contra los sij han sido creadas diez comisiones para investigar los sucesos y depurar responsabilidades, aunque muchos de los principales acusados fueron absueltos o nunca cumplieron sus condenas. La más reciente, dirigida por el juez G.T. Nanavati, envió un informe de 185 páginas al ministro de Interior, Shivraj Patil, el 9 de febrero de 2005, que fue publicado en el parlamento el 8 de agosto de 2005.